# Orrin
Der Orrin ist ein Fluss in der schottischen Council Area Highland beziehungsweise in der traditionellen Grafschaft Ross-shire.

## Beschreibung
Die Quelle des Orrin befindet sich auf einer Höhe von 747 Metern an der Südostflanke des 814 Meter hohen An Sidhean im East Monar Forest. Der Orrin fließt vornehmlich in nordöstlicher Richtung ab und ergießt sich nach einem Lauf von rund 42 Kilometern nahe dem Weiler Urray gegenüber von Brahan Castle in den Conon.
Etwas mehr als fünf Kilometer abwärts der Quelle durchfließt der Orrin den Loch na Caoidhe und eine kurze Strecke weiter den Am Fiar-Loch. Weiter flussabwärts wird der Orrin zum Orrin Reservoir aufgestaut, einem 1961 fertiggestellten Stausee. Sein Lauf umfasst die Wasserfälle Falls of Orrin.

## Umgebung
Der Orrin durchfließt eine praktisch unbesiedelte Region der Highlands, sodass sich keine Siedlungen entlang seiner Ufer befinden. Einzig der Weiler Urray liegt nahe der Mündung am Westufer. Eine kleine Straße führt bis zur Staumauer des Orrin Reservoirs. Weiter flussaufwärts ist der Orrin nicht durch Straßen erschlossen. Nahe der Mündung quert die A832 zwischen Marybank und Muir of Ord den Fluss. Flussaufwärts quert eine untergeordnete Straße den Orrin auf der denkmalgeschützten Orrin Bridge. Nahe der Brücke steht eine Lodge von Fairburn Tower am linken Ufer.

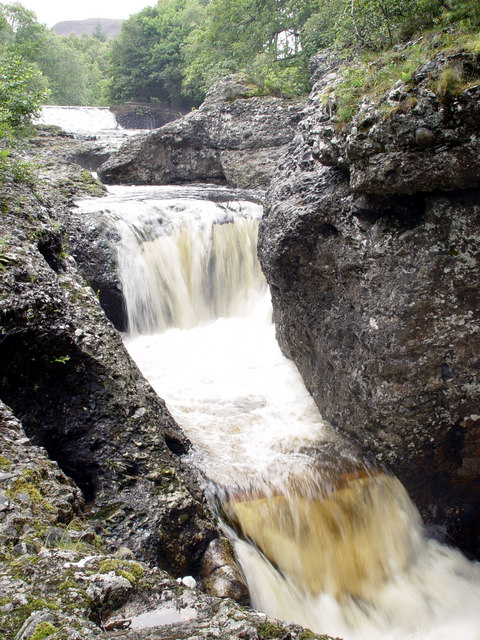
Die oberen Stufen der Orrin Falls
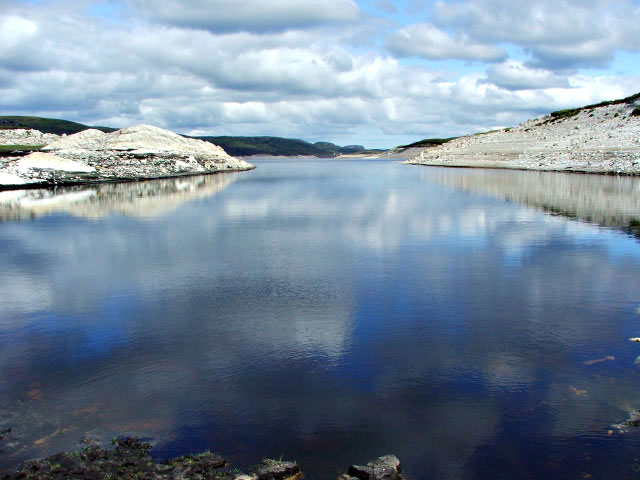
Orrin Reservoir

## Trivia
Die 1985 verunglückte Boeing 737 der British Airtours trug den Namen River Orrin (siehe British-Airtours-Flug 28M).